# Carlos Solchaga Catalán
Carlos Solchaga Catalán (Tafalla, 28 de maig de 1944) és un economista i polític basc, ex dirigent del Partit Socialista de Navarra i del Partit Socialista Obrer Espanyol i diverses vegades ministre en diferents governs de Felipe González.

## Biografia
Va néixer el 1944 a la ciutat navarresa de Tafalla. Va estudiar ciències econòmiques a la Universitat de Madrid, i va ampliar els seus estudis a la Universitat de Cambridge i la Universitat de Massachusetts. Posteriorment va treballar en l'administració pública i en l'empresa privada.

## Activitat política
Fou escollit diputat al Congrés en representació del Partit Socialista Obrer Espanyol (PSOE) per la província d'Àlaba en les eleccions generals de 1979, esdevenint el portaveu del socialistes bascos al Congrés. En aquesta legislatura va ser portaveu del Grup Parlamentari "Socialistes Bascos" del Congrés dels Diputats. Fou novament elegit diputat, tot i que per la circumscripció de Navarra, en les següents 4 eleccions generals, fins que va deixar el seu escó el 1994.
Al desembre de 1982 va ser nomenat Ministre d'Indústria i Energia, càrrec des del qual va impulsar el programa de reconversió industrial, amb la consegüent conflictivitat laboral en els sectors afectats, especialment el naval. El 1985 va ser nomenat Ministre d'Economia i Hisenda, càrrec en el qual va romandre fins al 1993. L'agost de 1991 va ser elegit president del Comitè Interí (òrgan executiu) del Fons Monetari Internacional (FMI).
Després de les eleccions Generals de 1993 va esdevenir Portaveu del Grup Socialista del Congrés dels Diputats, fins que va abandonar el seu escó el maig de 1994 i es va retirar de la política activa.
Actualment és vicepresident del Patronat del Museu Reina Sofia.